# Hermágoras Manglés
Hermágoras Manglés (26 de abril de 1974) es un deportista venezolano que compitió en judo. Ganó una medalla de plata en el Campeonato Panamericano de Judo de 1996 en la categoría de –78 kg.

## Palmarés internacional
| Campeonato Panamericano | Campeonato Panamericano | Campeonato Panamericano | Campeonato Panamericano |
| Año                     | Lugar                   | Medalla                 | Categoría               |
| ----------------------- | ----------------------- | ----------------------- | ----------------------- |
| 1996                    | San Juan (Puerto Rico)  | Medalla de plata        | –78 kg                  |